# Мюллен
Мюллен Ната Фелісіо Карвальйо (порт. Miullen Nathã Felício Carvalho), відоміший під коротким прізвиськом Мюллен (порт. Miullen, нар. 19 травня 1998, Уберландія) — бразильський футболіст, захисник мальтійського клубу «Гіберніанс». Виступав також за низку бразильських і закордонних клубів. Володар Кубка Мальти.

## Ігрова кар'єра
Мюллен народився 1998 року в місті Уберландія, та є вихованець футбольної школи клубу «Лондрина». У 2018 році футболіст розпочав грати в основній команді клубу, проте ще в цьому році клуб відправив свого захисика в піврічну оренду до клубу «Шапекоенсе». З початку 2019 до середини 2020 року Мюллен знову грав у складі «Лондрини». У 2020 році бразильський захисник перейшов до складу португальського клубу «Жіл Вісенте», в якому грав до початку 2022 року.
У 2022 році Мюллен повернувся на батьківщину до складу клубу «Ботафогу» (Жуан-Песоа), в якому грав до 2023 року. У 2023 році футболіст перейшов до складу клубу «Санта-Круз». З початку 2024 року гравець виступав у складі клубу «Азуріс». У другій половині 2024 року бразильський захисник перейшов до складу мальтійського клубу «Гіберніанс». У складі мальтійського клубу футболіст у сезоні 2024—2025 років став володарем Кубка Мальти.

## Титули і досягнення
- Володар Кубка Мальти (1):

«Гіберніанс»: 2024–2025